# Пушкін Олександр Анатолійович (полковник)
Олександр Анатолійович Пушкін (30 грудня 1872 (11 січня 1873) — весна 1919) — полковник Російської імператорської армії. Учасник Першої світової і Громадянської воєн. Після Жовтневої революції приєднався до Білого руху, служив у Добровольчій армії і Збройних силах Півдня Росії (ЗСПР). Був командиром козачої бригади. Загинув від рук «більшовицьки налаштованих чеченців». Кавалер ордена Святого Георгія 4-го ступеня (1917). Внучатий племінник поета Олександра Пушкіна.

## Життєпис

### Походження і дитинство
Олександр Анатолійович Пушкін народився в селі Велике Болдино Нижегородської губернії 30 грудня 1872 року в родині Анатолія Львовича Пушкіна, який своєю чергою, був сином Льва Сергійовича Пушкіна — брата російського поета Олександра Сергійовича Пушкіна. Крім Олександра, в Анатолія Львовича був ще один син — Лев (1870—1918), віцегубернатор Оренбурзької губернії (1915—1917), і дві дочки — Віра (1871—1941) і Надія (1875—1898).
Освіту здобув у Імператорському Олександрівському ліцеї, однак курсу не закінчив.

### Служба
29 серпня 1893 року вступив на службу в Російську імператорську армію однорічником в 35-й драгунський Білгородський полк. 13 серпня 1897 року закінчив Військово-училищний курс Єлисаветградського кавалерійського юнкерського училища по 1-му розряду, з підвищенням з вахмістра в корнети (зі старшинством з 12 серпня 1896 року) і переведенням в 36-й драгунський Охтирський полк. 15 березня 1901 проведений в поручники, зі старшинством з 12 серпня 1900 року, а 1 вересня 1904 року — в штабсротмістри, зі старшинством з 12 серпня того ж року.
Навесні 1907 року закінчив курс Офіцерської кавалерійської школи з оцінкою «успішно», після чого був зарахований 15 липня 1907 року до постійного складу цієї школи молодшим офіцером (із залишенням у списках 36-го драгунського Охтирського полку). У 1910 році, у зв'язку з пожалуванням офіцерської кавалерійської школи прав Старої гвардії, отримав гвардійське старшинство в чині штабс-ротмістра — з 12 серпня 1908 року. 8 жовтня 1911 призначений помічником завідувача курсу вершників у відділі вершників офіцерської кавалерійської школи. 26 серпня 1912 року проведений в ротмістри (гвардійської кавалерії), зі старшинством з 12 серпня того ж року. З 1 жовтня 1913 року приряджений на 1 рік до 14-го гусарського Мітавського полку для цензового командування 5-м ескадроном.
У складі Мітавського полку виступив на фронт Першої світової війни. В одному з перших боїв, 30 липня 1914 року під Кельцями, отримав серйозне поранення, для лікування відправлений до Івангородського госпіталю. Після закінчення терміну цензового командування повернувся в полк Офіцерської кавалерійської школи, в лавах якого воював до 1916 року. За відзнаку при стримуванні атаки противника при селі Уміоткі 14 грудня 1914 року був представлений до нагородження Георгіївською зброєю, однак подання не отримало затвердження в Думі.
22 січня 1916 переведений в 14-й гусарський Мітавський полк з перейменуванням в підполковники армійської кавалерії (22 червня 1917 року старшинство в чині встановлено з 12 серпня 1910 року). 23 лютого 1917 року проведений в полковники, зі старшинством з 28 грудня 1915 року. 2 вересня того ж року призначений командиром 14-го драгунського Малоросійського полку. В ході війни отримав кілька поранень.
Після Жовтневої революції приєднався до Білого руху, служив у Добровольчій армії і Збройних силах Півдня Росії. Обіймав посаду командира бригади в кубанській Козачій дивізії ЗСПР. Загинув навесні 1919 року в бою проти «більшовицькі налаштованих чеченців» під містом Устар-Гардай на річці Валерик. Похований на братському кладовищі в Катеринодарі.

### Сім'я
23 січня 1909 одружився з Катериною Іванівною Чікіної (22 листопада 1886 — після 1948). Від цього шлюбу мав трьох дітей — Аллу (нар. 1910, у 1948 році з чоловіком емігрувала до Венесуели), Олександра (нар. 1911/1912, у 1941 році вступив до лав німецької армії і в тому ж році убитий в бою з РСЧА на території Естонії), і Ірину (молодша дитина). З 1919 по 1944 роки Катерина Іванівна жила разом з дітьми на території балтійських країн. Станом на 1948 рік разом з молодшою донькою перебувала у таборі для переміщених осіб у Ашаффенбурзі (Баварія). Подальша доля вдови полковника Пушкіна невідома.

## Нагороди
Олександр Анатолійович був нагороджений наступними нагородами:
- орден Святого Станіслава 3-го ступеня (найвищий наказ 13 травня 1907);
- орден Святого Станіслава 2-го ступеня з мечами (найвищий наказ 10 червня 1915);
- орден Святого Володимира 4-го ступеня з мечами і бантом (найвищий наказ 12 листопада 1915);
- орден святої Анни 4-го ступеня з написом «За хоробрість» (наказ командувача 4-ю армією, затверджений найвищим наказом 16 грудня 1915);
- мечі і бант до ордену Святого Станіслава 3-го ступеня (наказ командувача 10-ю армією, затверджений найвищим наказом 21 червня 1916);
- орден святої Анни 3-го ступеня з мечами і бантом (наказ головнокомандувача арміями Північно-Західного фронту, затверджений найвищим наказом 4 листопада 1916);
- орден святої Анни 2-го ступеня з мечами (наказ головнокомандувача арміями Північно-Західного фронту, затверджений найвищим наказом 4 листопада 1916);
- орден Святого Георгія 4-го ступеня (наказ по армії і флоту 8 жовтня 1917)[12].